# Hypericum bithynicum
Hypericum bithynicum är en johannesörtsväxtart som beskrevs av Pierre Edmond Boissier. Hypericum bithynicum ingår i släktet johannesörter, och familjen johannesörtsväxter. Inga underarter finns listade i Catalogue of Life.